# Monasterio de la Santa Faz (Alicante)
El monasterio de la Santa Faz, también conocido como monasterio de la Verónica, es un monasterio de monjas Canónigas Regulares Lateranenses de San Agustín de clausura ubicado en la ciudad española de Alicante.
En su interior se conserva la Santa Faz de Alicante, una reliquia de la Santa Faz que según la tradición (si bien no se han hecho estudios científicos) habría sido uno de los pliegues del paño con el que una mujer Verónica limpió la cara de Cristo en su camino al Calvario.
Alrededor del monasterio se ha ido configurando una pedanía llamada también Santa Faz, que pertenece al término municipal de Alicante, y al de San Juan de Alicante.

## Historia

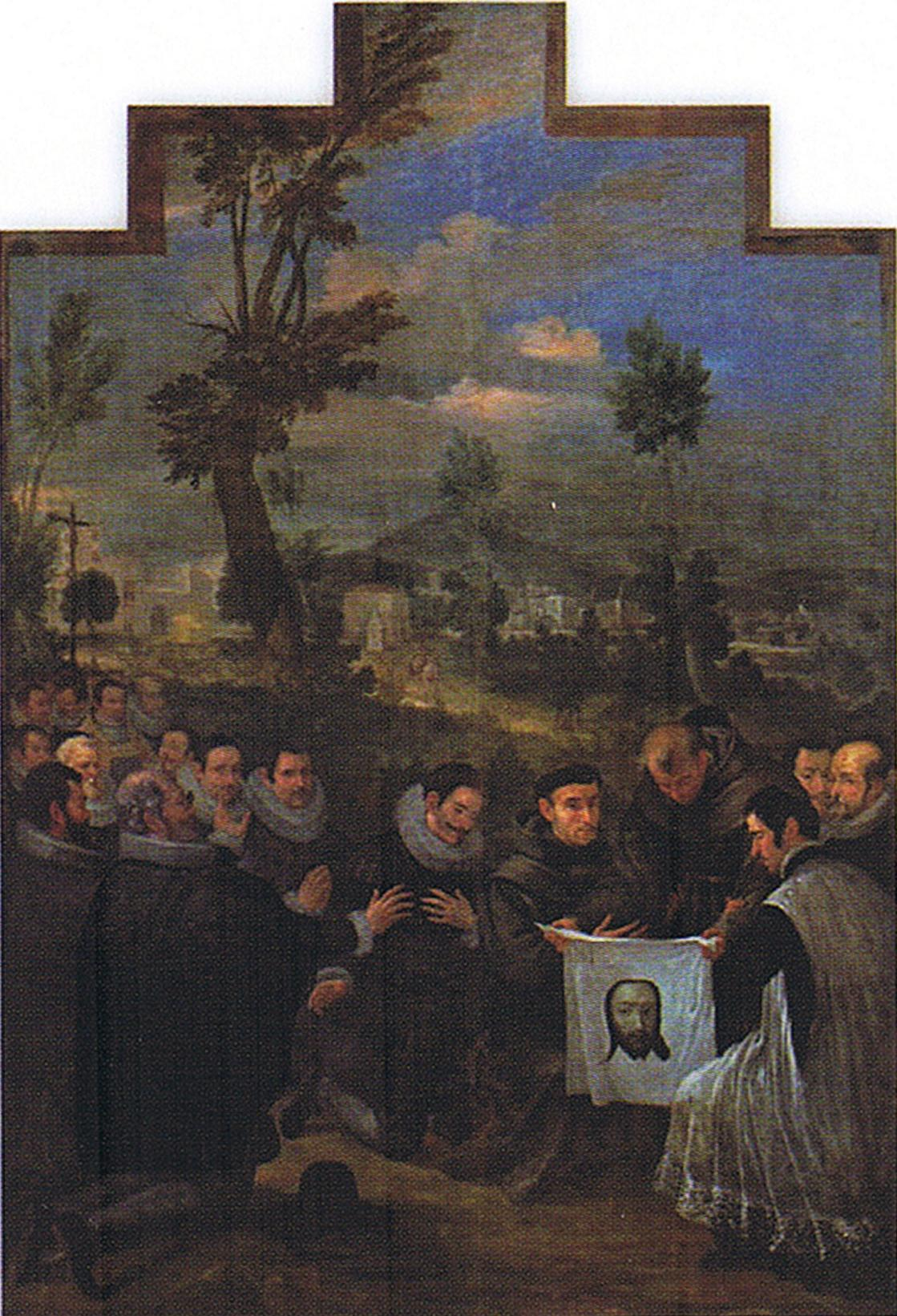
Obra de Juan Conchillos Falcó (1680) representando el milagro de la lágrima del lienzo.

El origen de la devoción a la Santa Faz de Alicante, según la tradición, se remonta al siglo XV, cuando el mosén Pedro Mena, cura de San Juan de Alicante viajó a Roma, donde le obsequian con un lienzo de la faz de Cristo al que se le atribuía la salvación de la ciudad de Venecia de la peste. Cuenta la leyenda que el religioso lo guardó en el fondo de un arcón, pero siempre aparecía en la parte superior, y por ello se decidió sacarlo en rogativa el 17 de marzo de 1489 por falta de lluvia. Al llegar a la rambla del Juncaret el portador no pudo sostener el lienzo, y vio como brotaba una lágrima del mismo, constituyendo este el primer milagro atribuido al lienzo.
En el lugar en el que aconteció el milagro fue construido el monasterio. Debió levantarse en un primer momento una iglesia y claustro, perteneciendo en un principio, al parecer, a la Orden de los Jerónimos. Las autoridades eclesiásticas aprobaron su refundación bajo la Orden de Santa Clara en 1518, procediendo las hermanas fundadoras del convento de Santa Clara de Gandía. No existe acuerdo entre los historiadores a la hora de fechar la construcción del edificio, por lo que su cronología es objeto de diferentes criterios. Con ello, las fechas que se manejan abarcan desde el año 1557 hasta el de 1584.
El 26 de julio de 1936, durante el transcurso de la guerra civil española, el complejo monacal fue asaltado por milicianos comunistas, aunque Vicente Rocamora Onteniente acompañado por el alcalde pedáneo Antonio Ramos Alberola (Tonico Santamaría) entraron en el camarín que custodiaba la reliquia y consiguieron ponerla a salvo. La iglesia fue devastada, quemando el retablo mayor de estilo barroco, destrozando las estatuas de la fachada y la pila bautismal, renacentista. Posteriormente el templo fue utilizado como fábrica de aviones y el monasterio como checa, y una vez terminado el conflicto, fue restaurado, erigiendo un nuevo altar obra del arquitecto Juan Vidal Ramos.
El 2 de julio de 2019 toman posesión del Monasterio la Comunidad de Canónigas Regulares Lateranenses de San Agustín del Monasterio de la Preciosísima Sangre de Cristo de Alicante, sustituyendo a la Orden de Hermanas Clarisas franciscanas para continuar la misión de guarda, custodia y veneración del santo lienzo de la Santa Faz. Concluido todo el proceso de tramitación el 29 de julio de 2020 la Santa Sede concede el traslado de Sede a la Comunidad de Canónigas Regulares Lateranenses de San Agustín que pasan a llamarse del Monasterio de la Santa Faz.

## Descripción del complejo
El conjunto arquitectónico está constituido por todas las edificaciones incluidas en el recinto del monasterio, como la iglesia principal y el resto de volúmenes que se desarrollan alrededor de ella, así como la edificación adosada a la torre en uno de sus laterales que define uno de los alzados de la plaza.

### Iglesia

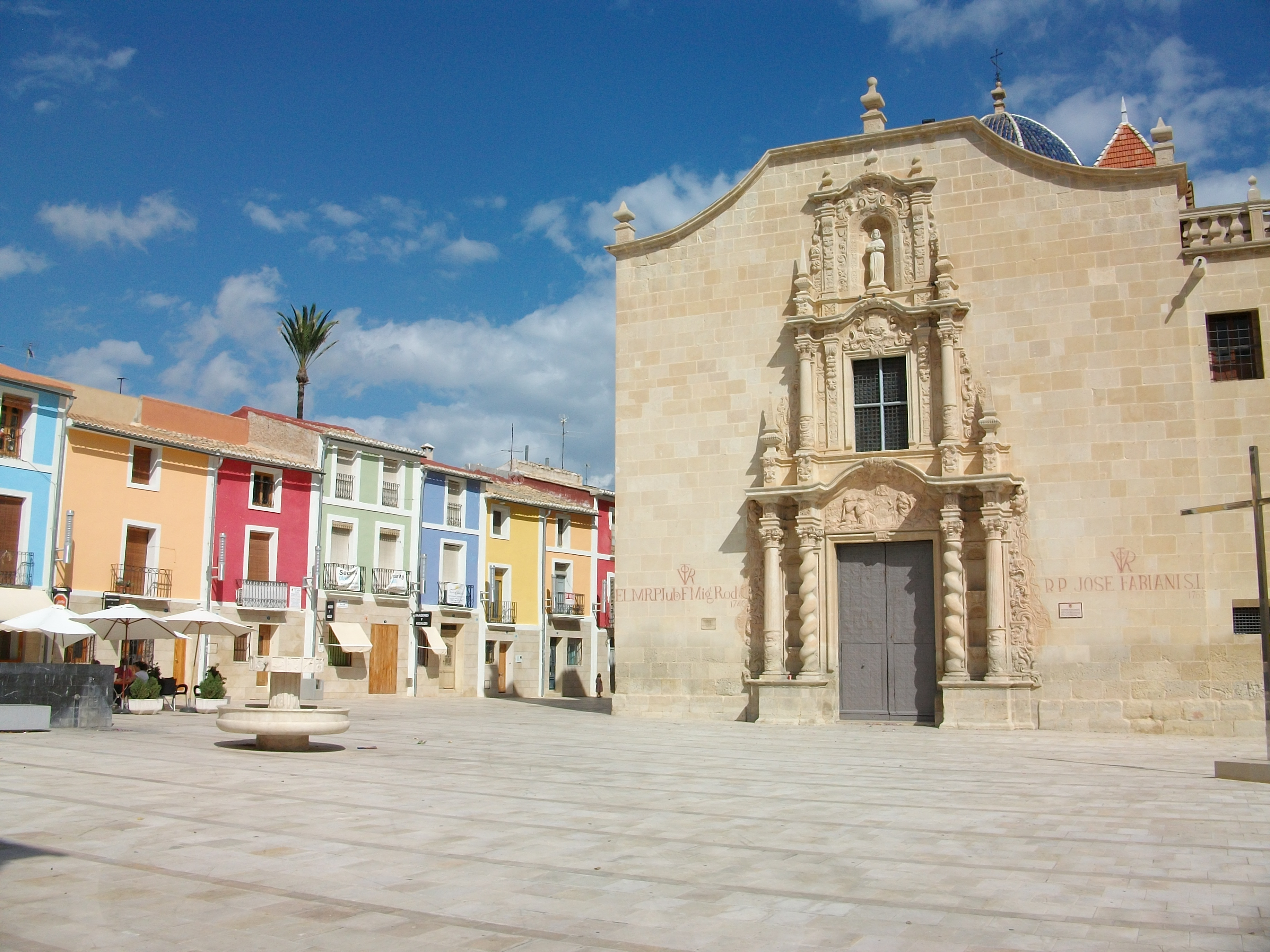
Vista de la iglesia.

La estructura arquitectónica de la iglesia es el resultado de las diferentes intervenciones sufridas a lo largo de la historia, muy especialmente la que se llevó a cabo en el siglo XVIII, que le confirió su actual aspecto barroco.
El retablo del altar mayor es de estilo neobarroco, y fue levantado en la restauración tras la guerra civil. Es obra del arquitecto Juan Vidal Ramos y tallistas, y fue posible gracias a las donaciones de Manuel Prytz. En el interior del templo se encuentran sepultados el compositor Óscar Esplá y el artista Eusebio Sempere, siendo las dos únicas personalidades contemporáneas que han recibido sepultura en el monasterio.

### Torre

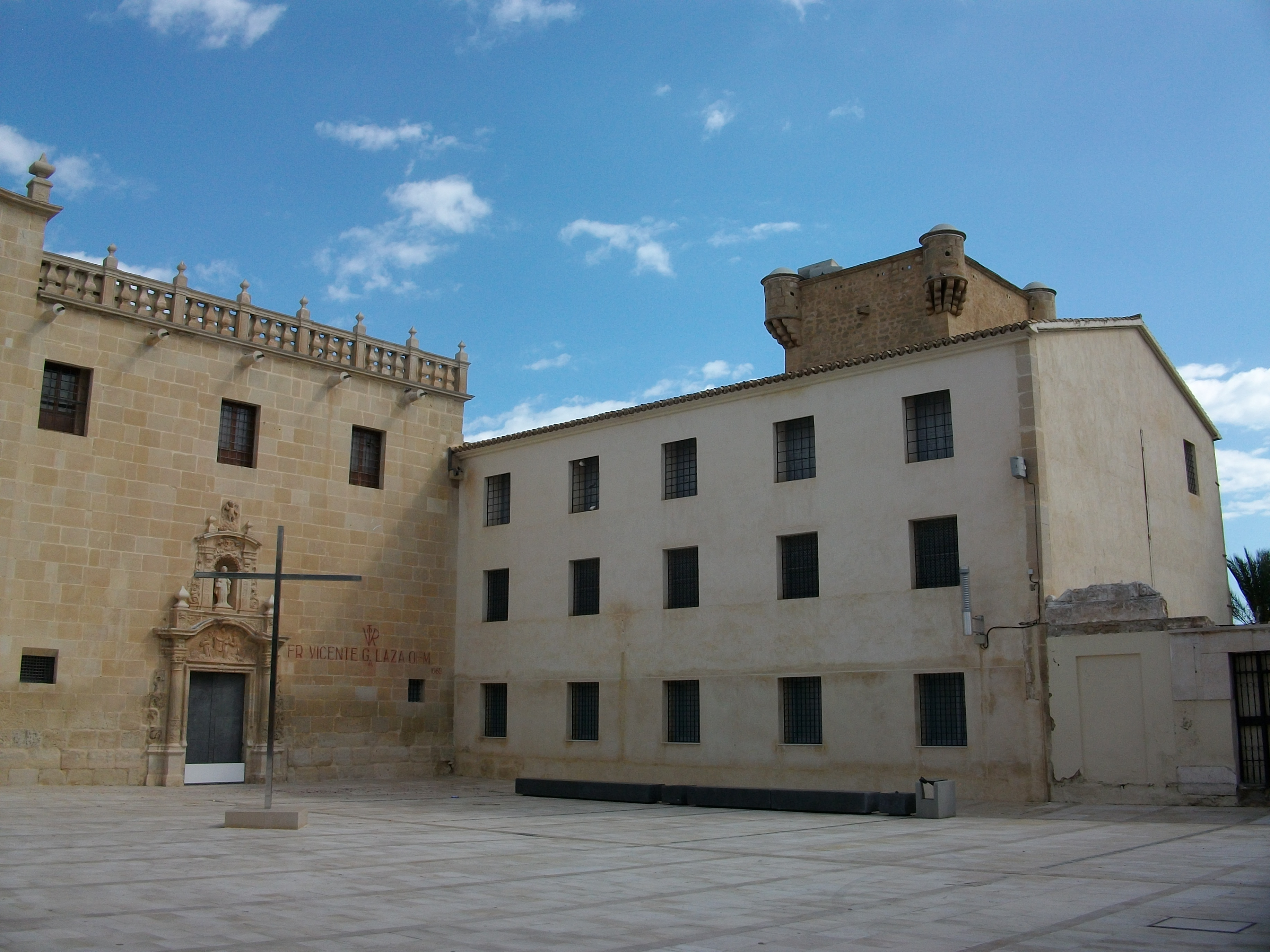
Vista del complejo, con la torre a la derecha.

La torre es el único elemento constructivo que se conserva de la primitiva edificación, levantada en el siglo XVI. Se ubica en uno de los laterales del patio hortus del monasterio, al este del claustro.
Se trata de una edificación de planta rectangular y volumen troncopiramidal. Se eleva sobre un plinto piramidal y presenta planta baja, tres niveles principales y terraza accesible y, según la descripción de Valls y Maestre, tuvo un sótano hoy inaccesible y cegado. El segundo nivel presenta a su vez una subdivisión en dos niveles, y a partir de esta altura la escalera, inicialmente de planta rectangular en su arranque, retoma un desarrollo circular. Los huecos de las fachadas son el resultado de las distintas operaciones de reforma que ha ido sufriendo el edificio. La torre está rematada por una cornisa de molduración clasicista y cuatro  escaraguaitas en cada una de las esquinas. Son varios los elementos defensivos de la torre: aparecen matacanes en los frentes norte y sur y troneras en los frentes norte y este. Estos últimos elementos se resuelven mediante sillería, solución constructiva que se repite en las esquinas y en los huecos. Los lienzos de la torre son muros de mampostería de piedra.